# 张神根
张神根（1963年8月—），男，汉族，安徽桐城人，中共党史研究专家，中华人民共和国政治人物。

## 生平
先后就读于安徽师范大学历史系、云南省社会科学院、南京大学历史系，历史学博士。曾担任中央党史研究室第三研究部副主任、主任，中央党史和文献研究院信息资料馆馆长等职务。现任中央党史和文献研究院第四研究部主任、研究员。

## 著作
- 《世纪的辉煌》（2002年，河南人民出版社）
- 《改革开放30年重大决策始末（1978～2008）》（编著）（2008年，四川人民出版社）
- 《中国农村建设60年》（2009年，辽宁人民出版社）
- 《新世纪科学发展的历程（2002-2012）》（2012年，四川人民出版社）
- 《十六大到十八大的中国》（主编）（2012年，人民出版社）
- 《我们一起走过——党密切联系群众的99个故事》（编著）（2013年，人民出版社）
- 《细节中的新中国史》（2020年，人民出版社）
- 《足迹：共和国记忆》（2020年，新华出版社）
- 《开天辟地——中国共产党诞生纪实》（主编）（2021年，人民出版社）
- 《百年党史——决定中国命运的关键抉择》（2021年，人民出版社）